# Glomere
Il glomere è un ammassamento di api operaie che si stringono fra loro nei mesi invernali al fine di mantenere costante la temperatura all'interno di esso. Viene formato tra i favi mantenendo al centro parte delle scorte predisposte per superare la stagione fredda. Le api all'esterno del glomere possono sopravvivere a temperature molto rigide poiché ricevono periodicamente il cambio dalle api all'interno dello stesso. Tutto questo viene praticato dentro l'Arnia (cassa per l'allevamento delle api).